# Рихард Вилштетер
Рихард Мартин Вилштетер (Карлсруе, 13. август 1872 — Муралто, 3. август 1942) је био немачки хемичар. Добио је Нобелову награду за хемију 1915. за истраживање на пољу биљних пигмената, а посебно хлорофила.
У школу је ишао у родном граду Карлсруеу, а затим је похађао техничку школу у Нирнбергу. Са 18 година одлази да студира у Минхен. На оделу за хемију ментор му је био Адолф фон Бајер, код кога је најпре био студент, а од 1896. предавач. Ванредни професор постаје 1902. Први радови су му били на проучавању структуре и синтезе биљних алкалоида. Касније ради на кинонским једињењима, која су била база за многе боје. 1905. је добио понуду да буде професор у Цириху. Седам година у Швајцарској били су за њега јако значајни. Године 1912. добија истраживачку лабораторију и хонорарно професорско место на универзитету у Берлину. Током две године пре Првог светског рата заједно са сарадницима успева да истражи хлорофил и да заврши неке од радова на хемоглобину. После тога успева да истражи антосијане, који су представљали боје за цвеће и воће. Због истраживања биљних пигмената, а посебно хлорофила добија Нобелову награду за хемију 1915. године. Поново је прихватио позив да буде професор у Минхену, као наследник свога старог учитеља Адолфа фон Бајера.
Наставио је истраживањима од суштинског значаја на пољу фотосинтезе, те на природи и активитету ензима. Он је био претеча модерне биохемије. Осим тога решавао је и проблеме теоретске хемије. Успео је да синтетизује циклооктатетране и упоређивао их је са бензеном. 
Каријера му се нагло завршила када је 1924. најавио пензионисање у знак протеста против растућег антисемитизма. Од Гестапоа је побегао 1938. и емигрирао је у Швајцарску, остављајући у Немачкој сву имовину. Последње три године живота писао је своју биографију, до смрти 3. августа 1942.